# Carl Geiling

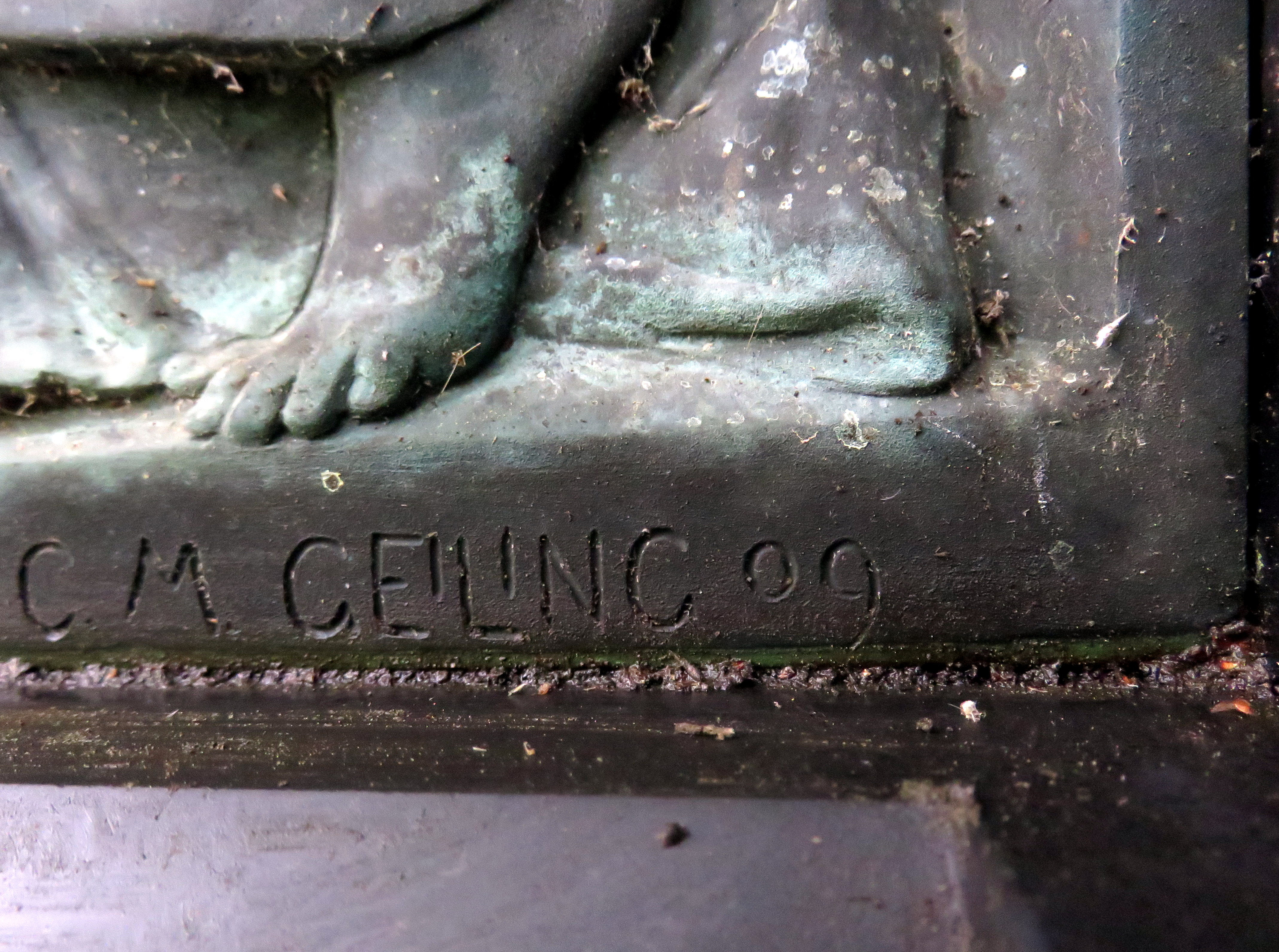
Signatur

Carl Maria Geiling, auch Karl Geiling (* 24. Oktober 1874 in Münster; † 4. Mai 1924 in Düsseldorf), war ein deutscher Bildhauer.

## Leben

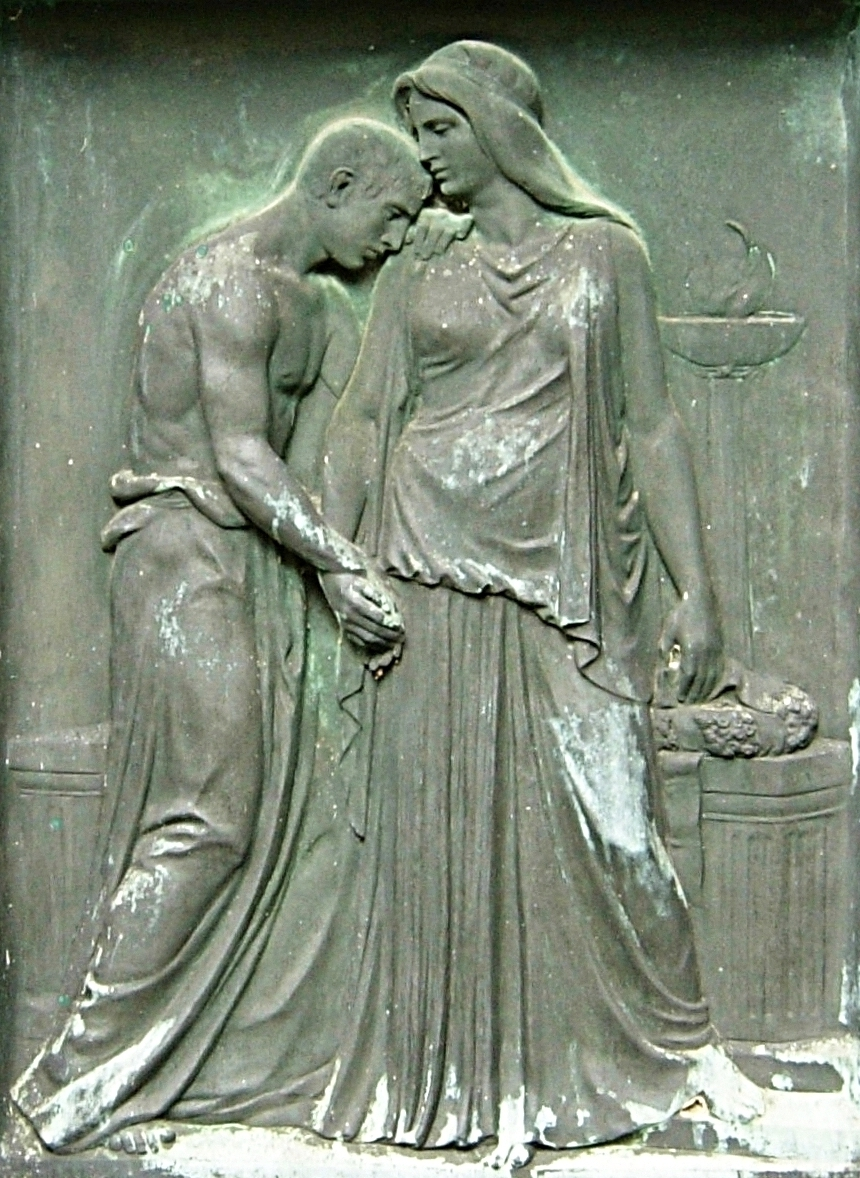
Bronzerelief Abschied (um 1914) auf einer Grabstätte des Poppelsdorfer Friedhofs, Bonn

Geiling war ab 1899 Schüler der Kunstgewerbeschule Düsseldorf. In Düsseldorf tätig, war er bis 1921 Mitglied des Künstlervereins Malkasten. In einem Wettbewerb um ein Schorlemer-Denkmal in Münster, das der Westfälische Bauernverein zur Jahrhundertwende ausgeschrieben hatte, wurde Geilings Entwurf angekauft.
In der Tradition Düsseldorfer und Berliner Bildhauerschulen schuf Geiling Modelle für Bronzen und Galvanoplastiken als Grabschmuck, meist allegorische Figuren und Reliefs mit kontemplativen, teils genrehaften Zügen. Besonders seine Reliefs waren außerordentlich erfolgreich und fanden als galvanoplastische Reproduktionen in Deutschland und im Ausland Verbreitung. Die Kunstanstalt der Württembergischen Metallwarenfabrik in Geislingen führte in den Jahren 1906 bis 1930 mehrere seiner Figuren und Reliefs. Auch schuf Geiling Bronzebüsten oder Arbeiten aus Stein, etwa 1921 das Kriegerdenkmal zur Erinnerung an gefallene Angehörige und Freunde des Künstlervereins Malkasten im Lindenrondell des Malkastenparks, Düsseldorf.